# Syringodium
Syringodium é um género botânico pertencente à família cymodoceaceae.